# Энодер
Энодер ( VI век) — игумен валлийский, святой. День памяти — 27 апреля.
Святой Энодер (Enoder), или Кинидр (Cynidr), или Кенедер (Keneder), или Квидик (Quidic) по преданию был одним из внуков легендарного валлийского вождя, святого Брихана. Его отождествляют со святым Энодохом (Enodoch). Память святого Энодера увековечена в населённом пункте Ллангинидр (Llangynidr), что в Брекнокшире, и в Сент-Энодере (St.Enoder) или Энодоке в Корнуолле.